# Quận Parker, Texas
Quận Parker (tiếng Anh: Parker County) là một quận trong tiểu bang Texas, Hoa Kỳ. Quận lỵ đóng ở thành phố Weatherford. Theo kết quả điều tra dân số năm  2000 của Cục điều tra dân số Hoa Kỳ, quận có dân số 111.776 gười.